# Marc-Antoine Jullien de Paris

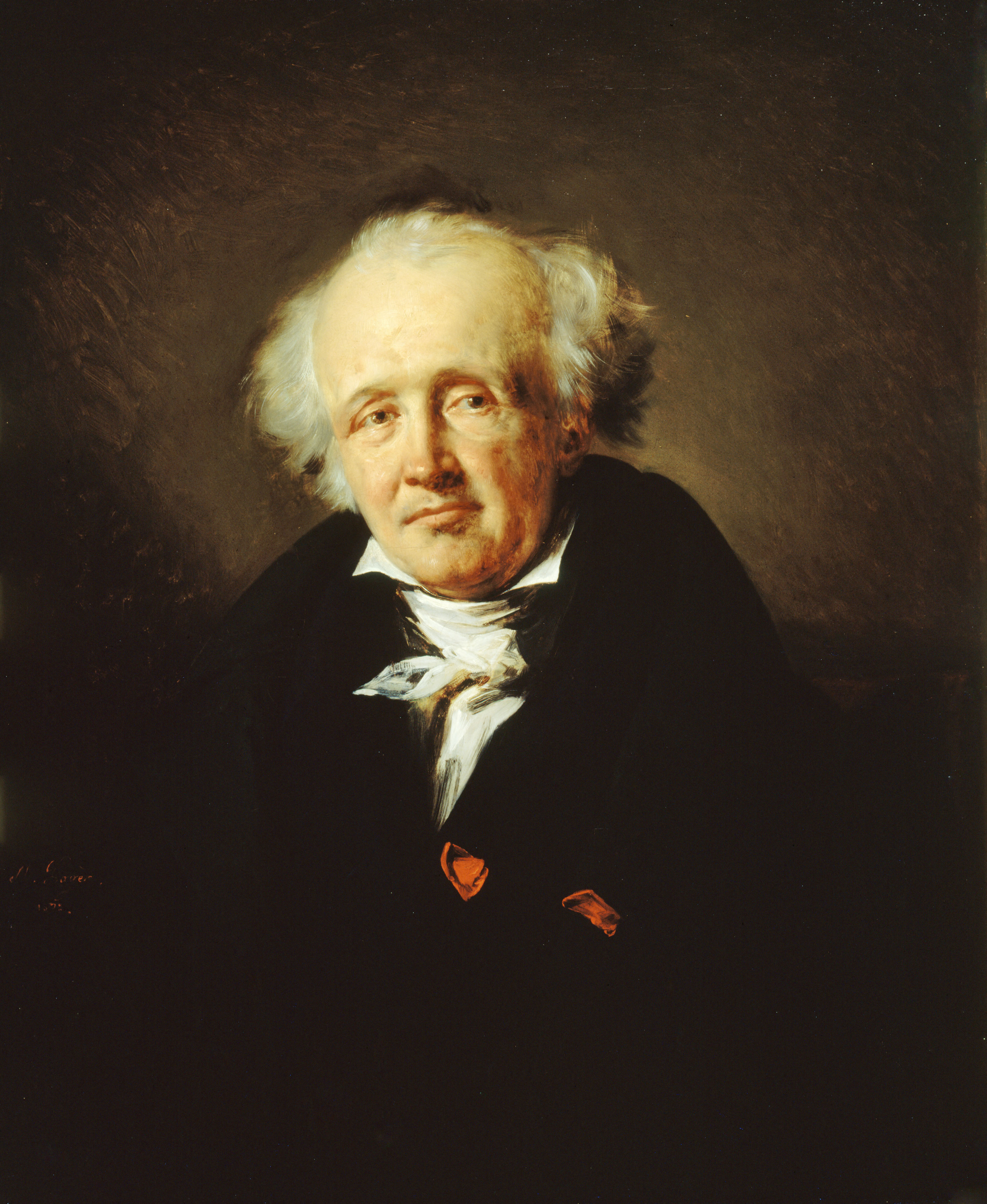
Marc-Antoine Jullien, genannt de Paris

Marc-Antoine Jullien de Paris (* 10. März 1775 in Paris; † 4. April 1848 ebenda) war ein französischer Revolutionär in der Französischen Revolution und ein Pädagoge.

## Leben und Werk
Der Sohn eines späteren Deputierten des Nationalkonvents trat 1785 in das Pariser Collège de Navarre ein, brach aber 1790 die Schule ab, um Journalist in Paris auf der Seite der Jakobiner zu werden. Im Frühjahr 1792 schickte ihn der Präsident der Nationalversammlung Condorcet nach London, um den Kontakt zwischen den Girondisten und den englischen Whigs herzustellen. Dabei traf er die Politiker Talleyrand und Lord Stanhope. Zurück in Frankreich bekam er militärische Aufträge in den Pyrenäen und an den Atlantikhäfen, auch um die inzwischen oppositionellen Girondisten aufzuspüren. Dabei erwarb er das Vertrauen Robespierres. Nach dessen Sturz wurde er 1794 inhaftiert, bis er auf Initiative des Vaters 1795 wieder frei kam.
Als Mitgründer des frühsozialistischen Club du Panthéon gab er eine gemäßigt demokratische Zeitung heraus. 1797 war er mit Napoleon Bonaparte bei der Italienarmee und folgte 1798 ihm auf die Ägyptische Expedition. Vorzeitig zurückgekehrt, übernahm er Regierungsfunktionen in Paris, wurde vom Direktorium verhaftet und kam abermals frei. Nach dem Novemberputsch Napoleons 1799 stieg er wieder auf bis zum Militärintendanten von Paris. 1805 erhielt er den Orden Ritter der Ehrenlegion. Erneut stürzte er wegen eines Treffens mit Madame de Stael, worauf ihn der argwöhnische Napoleon 1810 nach Italien schickte, wobei er auf dem Wege Pestalozzi in Yverdon kennenlernte. 1813 wurde er wieder inhaftiert und wiederum befreit.
Nach der Restauration erwarb er sich einen Ruf als Pädagoge, worauf er sich als Folge des Scheiterns seiner politischen Versuche schon zuvor verlegt hatte. Er schickte seine drei Söhne zu Pestalozzi in die Vorschule nach Yverdon, zerstritt sich allerdings mit ihm bis zum Bruch 1818. Bis zum Tode publizierte er viele enzyklopädische Beiträge zur Erziehung und gilt heute als der Begründer der Vergleichenden Pädagogik. Er war Mitbegründer des ›Journal d’éducation‹ und Begründer einer ›Revue encyclopédique‹ (1819). Er trat bereits für einen europaweiten Austausch über Schulsystem, pädagogische Probleme und Lehrerbildung ein, wofür er einen Fragebogen entwickelte (Adick, S. 23). Eine wichtige Rezeption im 20. Jahrhundert erfolgte etwa ab 1930 an der Universität Genf durch Pedro Rosselló, die deutsche begann mit Hans Espes Übersetzung (1954) der Programmschrift von 1817.
Seit 1824 war er Mitglied der Académie royale de Bruxelles.

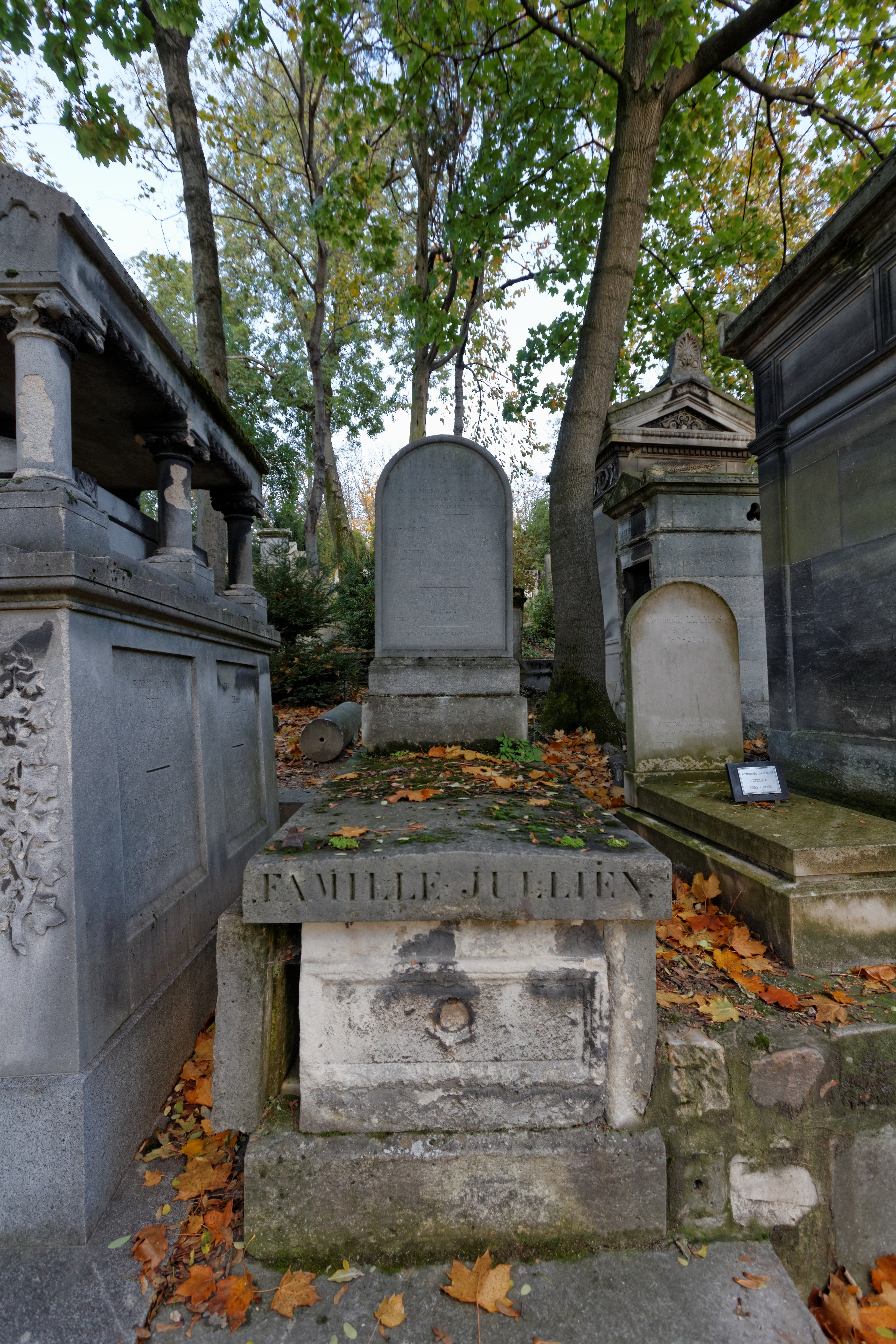
Grab Julliens auf dem Père-Lachaise – Division 11

Begraben liegt er auf dem Friedhof Père Lachaise.

## Schriften
- Esquisse d’un ouvrage sur l’éducation comparée, 1817 ND Gent 1961
- Essai général d’éducation physique, morale et intellectuelle. Suivi d’un plan d’éducation pratique pour l’enfance, l’adolescence et la jeunesse, ou recherches sur les principes d’une éducation perfectionnée …, Paris 1835 (zuerst 1808)

## Einzelbelege
1. ↑  Christel Adick: Vergleichende Erziehungswissenschaft: eine Einführung. Kohlhammer, stuttgart 2008. PDF Anfang
2. ↑  M. A. Jullien: Skizzen und Vorarbeiten zu einem Werk der vergleichenden Erziehung. Hrsg.: Hans Espe. Berlin 1954.
3. ↑  Académicien décédé: Marc-Antoine Jullien. Académie royale des Sciences, des Lettres et des Beaux-Arts de Belgique, abgerufen am 3. Oktober 2023 (französisch).

| Personendaten    | Personendaten                        |
| ---------------- | ------------------------------------ |
| NAME             | Jullien de Paris, Marc-Antoine       |
| ALTERNATIVNAMEN  | Jullien, Marc-Antoine                |
| KURZBESCHREIBUNG | französischer Politiker und Pädagoge |
| GEBURTSDATUM     | 10. März 1775                        |
| GEBURTSORT       | Paris                                |
| STERBEDATUM      | 4. April 1848                        |
| STERBEORT        | Paris                                |